# Kleinkastell Ebnisee

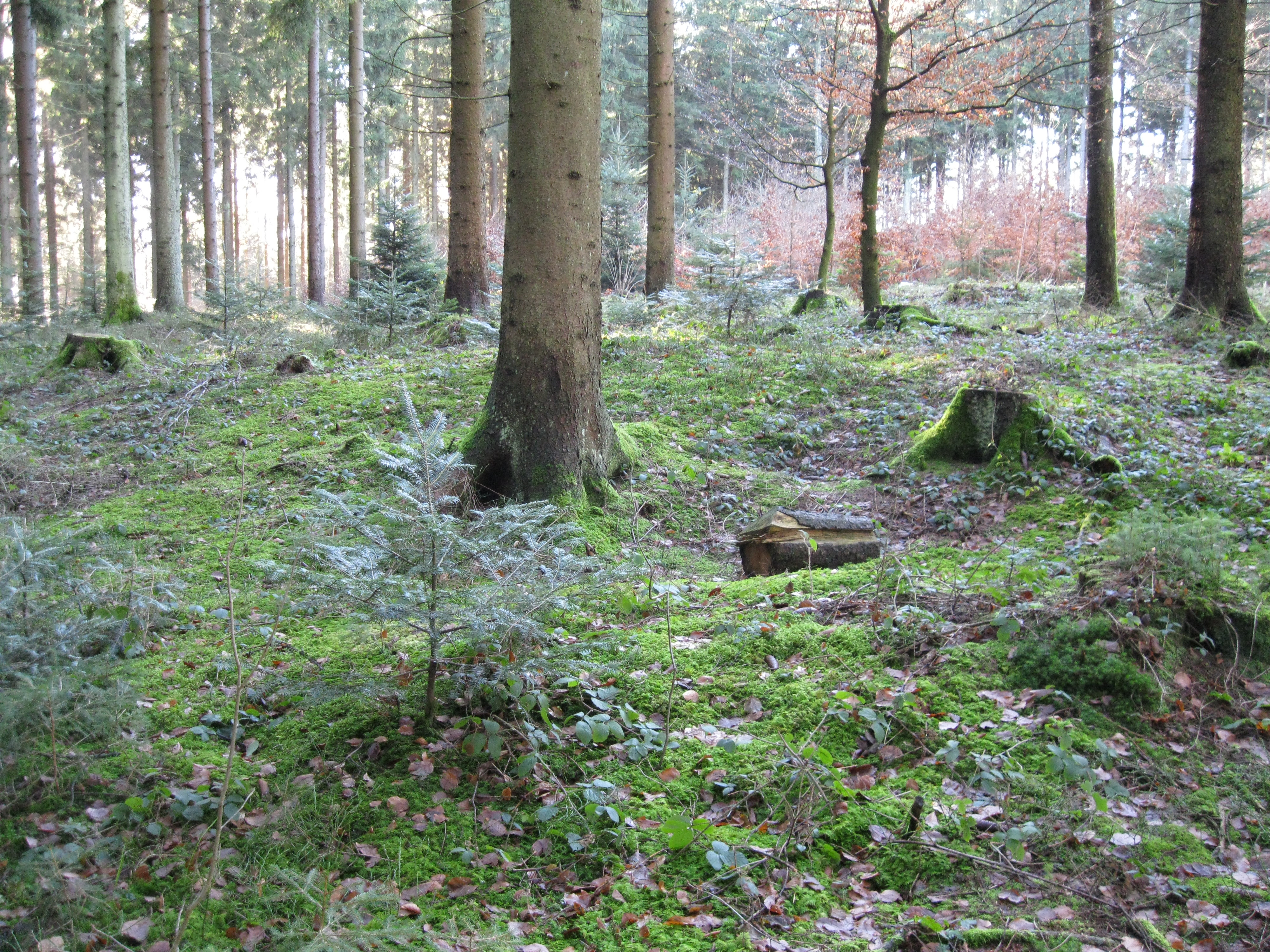
Standort des Kleinkastells Ebnisee. Die Reste der Schuttwälle sind im bewaldeten Gelände noch erkennbar.

Das Kleinkastell Ebnisee war eine römische Fortifikation des Obergermanischen Limes, der im Jahre 2005 den Status des UNESCO-Weltkulturerbes erlangte. Das Kleinkastell wurde 25 Meter hinter der römischen Reichsgrenze errichtet und befindet sich heute in der Nähe des Ebnisees auf der Gemarkungsfläche der Gemeinde Kaisersbach im Rems-Murr-Kreis in Baden-Württemberg.

## Lage und Forschungsgeschichte
Das Kleinkastell Ebnisee befindet sich rund 400 Meter südlich des als Hauptvermessungspunkt dieser Limesstrecke geltenden Wachturms Wp 9/116 rund 30 Meter hinter dem heute noch sehr gut wahrzunehmenden Limeswall des Vorderen Limes. Von der exponierten Lage, am höchsten Punkt dieses Limesabschnittes, konnte die Reichsgrenze hervorragend überwacht werden. Heute befindet sich der in einer zerwühlten Terrasse nur schlecht auszumachende Schuttwall der Anlage in einem Fichtenbestand, der 1957 noch jung war und entsprechend niedrig stand. Seinen heutigen Namen trägt das Kleinkastell von dem 1745 unter Herzog Eberhard Ludwig künstlich angelegten Ebnisee. 1895 wurde die römische Wehranlage durch Gustav Sixt (1856–1904) im Zuge seiner Forschungen für die Reichs-Limeskommission (RLK) erstmals wahrgenommen und untersucht. Aus dieser Zeit stammt seine Bezeichnung als Wp 9/117. Eine verschiedene noch offene Fragen klärende, moderne Ausgrabung ist bis heute nicht erfolgt.

## Baugeschichte
Das fast quadratische, 21 × 23 Meter große Lager besaß nur einen Einlass an der Prätorialfront, der Feindseite, im Osten und war etwas größer als das nächstgelegene südliche Kleinkastell Rötelsee, besitzt aber den gleichen Grundriss. Im Gegensatz zu Rötelsee, bei der es keinen steinernen Wehrturm am Tor gegeben hat, rekonstruiert die Forschung Ebnisee mit eben einem solchen Turm über der östlich gelegenen Zufahrt. Neben dem üblichen umlaufenden Wehrgang an der Kastellmauer, der von einer hölzernen Konstruktion getragen worden ist, besaß die kleine Anlage wohl eine in Holzbauweise errichtete Innenbebauung. Sixt konnte allerdings keinen Kastellgraben feststellen. Als Besatzung werden zehn bis zwanzig Soldaten angenommen, die von einer größeren Garnison hierher zur Grenzüberwachung abkommandiert worden sind.
Kleinkastelle gehörten neben den Türmen zu den wesentlichen Stützpunkten der römischen Truppe direkt hinter dem Limes. Ihre Nutzung ist in der Regel jedoch wie die sie bewohnenden Einheiten unbekannt.
Im Zuge des Limesfalls, der 259/260 n. Chr. in der Aufgabe der Agri decumates (Dekumatland) mündete, wurden die noch bestehenden römischen Grenzanlagen von den Truppen geräumt, wenn sie nicht schon zuvor gewaltsam zerstört worden waren. Münzen aus der Regierungszeit des Kaisers Gallienus (253–260) fanden sich im südlicher gelegenen Kleinkastell Rötelsee. Aus dem ebenfalls am Vorderen Limes errichteten Kleinkastell Haselburg ist ein Antoninian des Gallienus belegt, der frühestens 259 geprägt wurde.

## Funde
Die 1896 durch Sixt geborgenen Fundstücken umfassen den Läufer einer Handmühle, wie sie von der kleinsten Einheit in der römischen Armee, dem Contubernium, regulär mit sich geführt wurde sowie die Spitze eines Pilums.

## Zu Funktion und Datierung
Der Archäologe und Limesexperte Dieter Planck fasste eine Reihe sich in Größe, Bauweise und Entfernung vom Grenzwall ähnelnder Anlagen von Kleinkastellen am obergermanischen Limes, darunter Ebnisee, unter der Bezeichnung Feldwachen vom Typus Rötelsee zusammen. Anhand datierbarer Funde in von ihm untersuchten Anlagen geht er davon aus, dass dieser Typus vermutlich erst im späten 2. Jahrhundert entstanden sei. Der Archäologe Andreas Thiel datiert diesen Kastelltyp sogar noch jünger, in die späte Limeszeit. Die Reduzierung der Truppen zu diesem Zeitpunkt habe eine Umorganisation der Grenzüberwachung nachsichgezogen. An die Stelle der ständig besetzten Turmstellen seien nun die Kleinkastelle dieses Typus getreten, um die Überwachung der Grenze mit einer Mannschaftsstärke zu bewältigen, die zur Besetzung der Turmstellen nicht mehr genügt hätte.

## Limesverlauf
Zwischen dem Kleinkastell Ebnisee und dem Kleinkastell Rötelsee:
| ORL      | Name/Ort              | Beschreibung/Zustand |
| -------- | --------------------- | --- |
| Wp 9/118 | „Königseiche“         | 1863 erwähnte der Archäologiepionier Eduard Paulus (1837–1907) diese Turmstelle, ohne jedoch nähere Angaben zu machen. Sichtbar war oberirdisch bereits zur Zeit der Abfassung des OLR nichts mehr. Doch wurde der Turm von Sixt 1895 ergraben. Der stark zerstörte Bau lag nur fünf Meter hinter der Mitte des Limeswalls. Sixt konnte noch seine Süd- und Nordseite mit 4,32 × 4,45 Metern einmessen. |
| Wp 9/119 | „Stöck“               | Die Turmstelle wurde bereits von der RLK vermutet, aber nicht gefunden. |
| Wp 9/120 | „Hofwiesen“           | Die Turmstelle wurde bereits von der RLK vermutet, aber nicht gefunden. |
| Wp 9/121 | „Bürg“                | In Beschreibungen der 1980er Jahre wird die von der RLK nachgewiesene Turmruine als sichtbar angegeben. Heute ist hier offensichtlich nichts mehr zu sehen. Von hier aus nach Süden über das offene Ackerland sind die Reste des Limes nur noch spärlich wahrnehmbar. |
| Wp 9/122 | „Elsen“               | Turmstelle nicht sichtbar. Paulus ließ diese Turmstelle angraben, ohne den Befund oder die Lage zu dokumentieren. Der für die RLK zuständige Streckenkommissar Sixt unterließ offenbar weitere Nachforschungen. |
| Wp 9/123 | „Eckartsweiler“       | Die Steinturmstelle wurde von der RLK nur gemutmaßt. Nördlich des von der RLK angenommenen Standorts wurde der Turm später geortet und ist als leichte Erhebung von rund 0,30 Metern erhalten. |
| Wp 9/124 | „Baumgärtle“          | Der Turm wurde von Paulus ohne genauere Dokumentation ergraben. Er berichtet über „noch deutlichen Bauschutt“. Später erfuhr der Archäologe Ernst von Herzog (1834–1911), dass der Grundstückseigentümer die Steine ausgegraben und abgefahren hatte. Bei einer Nachuntersuchung durch Sixt, konnte an der von Paulus beschriebenen Stelle noch ein flacher Hügel in der Wiese erkannt werden. Zu der von Sixt offensichtlich ebenfalls durchgeführten Nachgrabung fand keine Dokumentation statt. Der Archäologe Dietwulf Baatz stellte hier ebenfalls noch einen flachen Hügel fest. Bei einer erneuten Prospektion 2001 war nichts mehr zu erkennen. |
| Wp 9/125 | „Döllen“              | Mutmaßliche Turmstelle, nicht sichtbar. |
| Wp 9/126 | „Blumenau“            | Bereits Paulus berichtet 1863 über diese Steinturmstelle und erwähnt, dass die Menschen der Umgebung meinten, hier eine Kapelle oder Schilderhäuschen vor sich zu haben. Sixt führte für die RLK eine Untersuchung durch, unterließ aber eine genau Dokumentation. Daher wird bereits im ORL über den exakten Standort spekuliert. Der Turm ist nicht sichtbar. Von Wall und Graben haben sich heute nur geringe Reste erhalten. |
| Wp 9/127 | „Rübäcker“            | Sixt hatte den Turm entdeckt, jedoch lediglich die Westseite ohne Dokumentation angegraben und die Entfernung bis zum Limeswall mit elf Metern eingemessen. Das ORL vermerkt, dass beim nachträglichen Einmessen der Turmstelle wohl ein Fehler unterlaufen sein müsste, da ein Turm an der angegebenen Stelle keine weite Aussicht gehabt hätte. An dem Standort ist heute nichts mehr sichtbar. |
| KK       | Kleinkastell Rötelsee | → Hauptartikel : Kleinkastell Rötelsee [ 27 ] |

Schon Rudolph Friedrich von Moser vermutete in seiner Beschreibung des Oberamts Welzheim bei der Erläuterung zum Burgstall Gausmannsweiler das dieser möglicherweise eher eine römische Befestigung des Limes sei, die bis in mittelalterliche Zeit genutzt oder als Landmarke sichtbar war, da sie für die Beschreibung der Grenzen des Wildbanns Limpurg benannt wurde. Dafür kämen nur die Turmstellen Wp 9/120 „Hofwiesen“ oder Wp 9/121 „Bürg“ in Frage.

## Fundverbleib
Das Fundgut aus dem Kastell und von den Wachtürmen wird unter anderem im Landesmuseum Württemberg in Stuttgart aufbewahrt.

## Denkmalschutz
Das Kleinkastell Ebnisee und die erwähnten Bodendenkmale sind als Abschnitt des Obergermanisch-Rätischen Limes seit 2005 Teil des UNESCO-Welterbes. Außerdem sind die Anlagen Kulturdenkmale nach dem Denkmalschutzgesetz des Landes Baden-Württemberg (DSchG). Nachforschungen und gezieltes Sammeln von Funden sind genehmigungspflichtig, Zufallsfunde an die Denkmalbehörden zu melden.